# Pamukkale

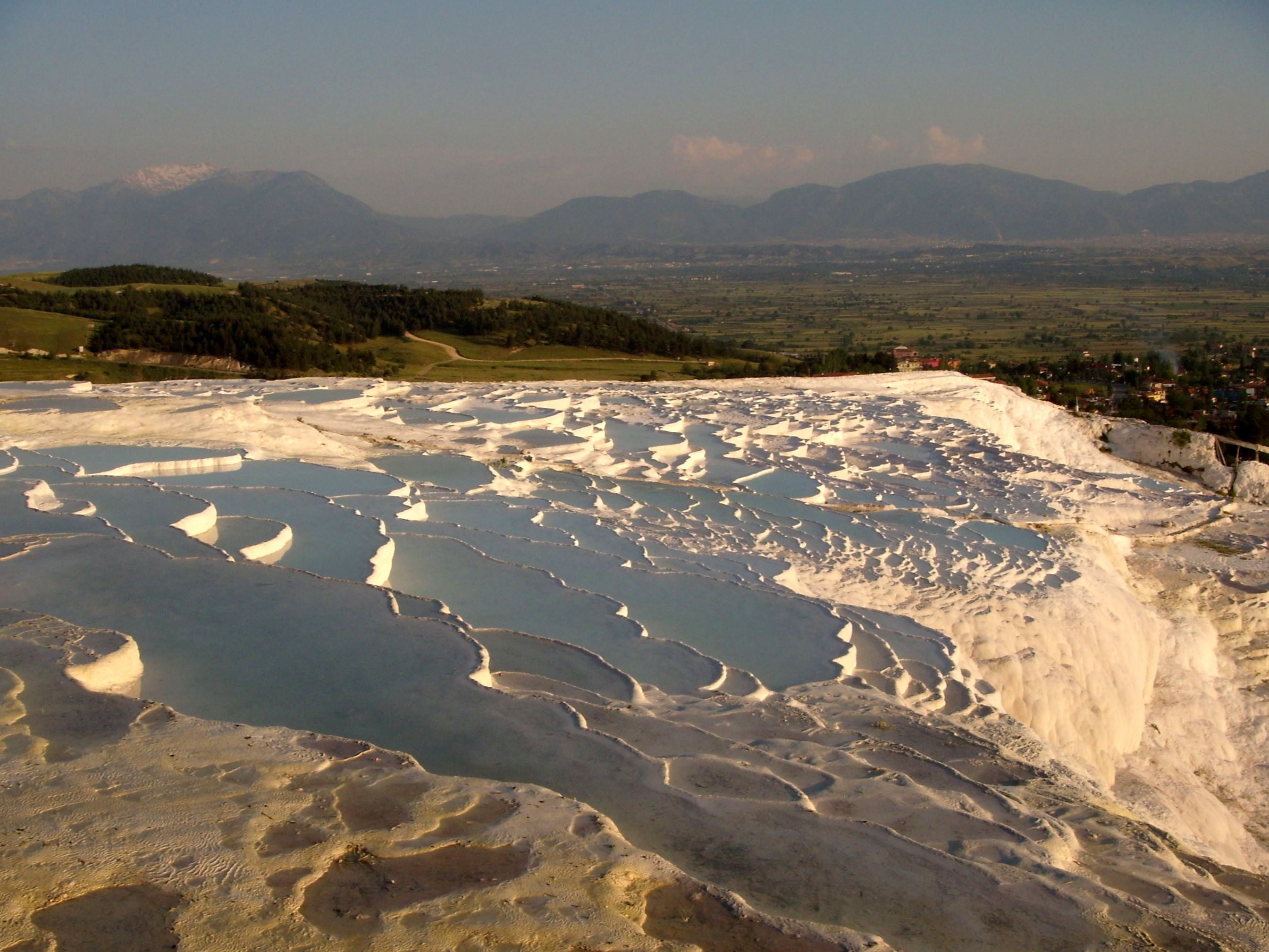
Les banyeres esculpides pel calci a Pamukkale

Pamukkale (literalment, en turc, 'castell de cotó') és un emplaçament natural a Turquia, al sud-oest de la província de Denizli, a la vall del riu Menderes, tant la ciutat de Hieràpolis com Pamukkale van ser declarats Patrimoni de la Humanitat per la UNESCO l'any 1988.
Es caracteritza per ser una gran formació geològica, 2700 m de longitud i 160 d'alçada, i pel seu color blanc brillant. Sobre d'aquesta formació s'hi va construir l'antiga ciutat, avui en ruïnes, de Hieràpolis.

## Formació
Els moviments tectònics que van tenir lloc a la depressió de la falla de la conca del Riu Menderes no només causaren freqüents terratrèmols sinó que també ocasionaren l'aparició de nombroses fonts d'aigües termals. Van ser aquestes aigües, amb el seu alt contingut en minerals – creta en particular – les que van crear Pamukkale. L'aigua conté grans quantitats de hidrogencarbonats i calcis que produeixen la precipitació d'hidrogencarbonat de calci. Cada segon broten de les fonts 250 l d'aigua, que produeixen un precipitat de 2,2 g de creta per cada litre o 0,55 kg. de creta per segon.

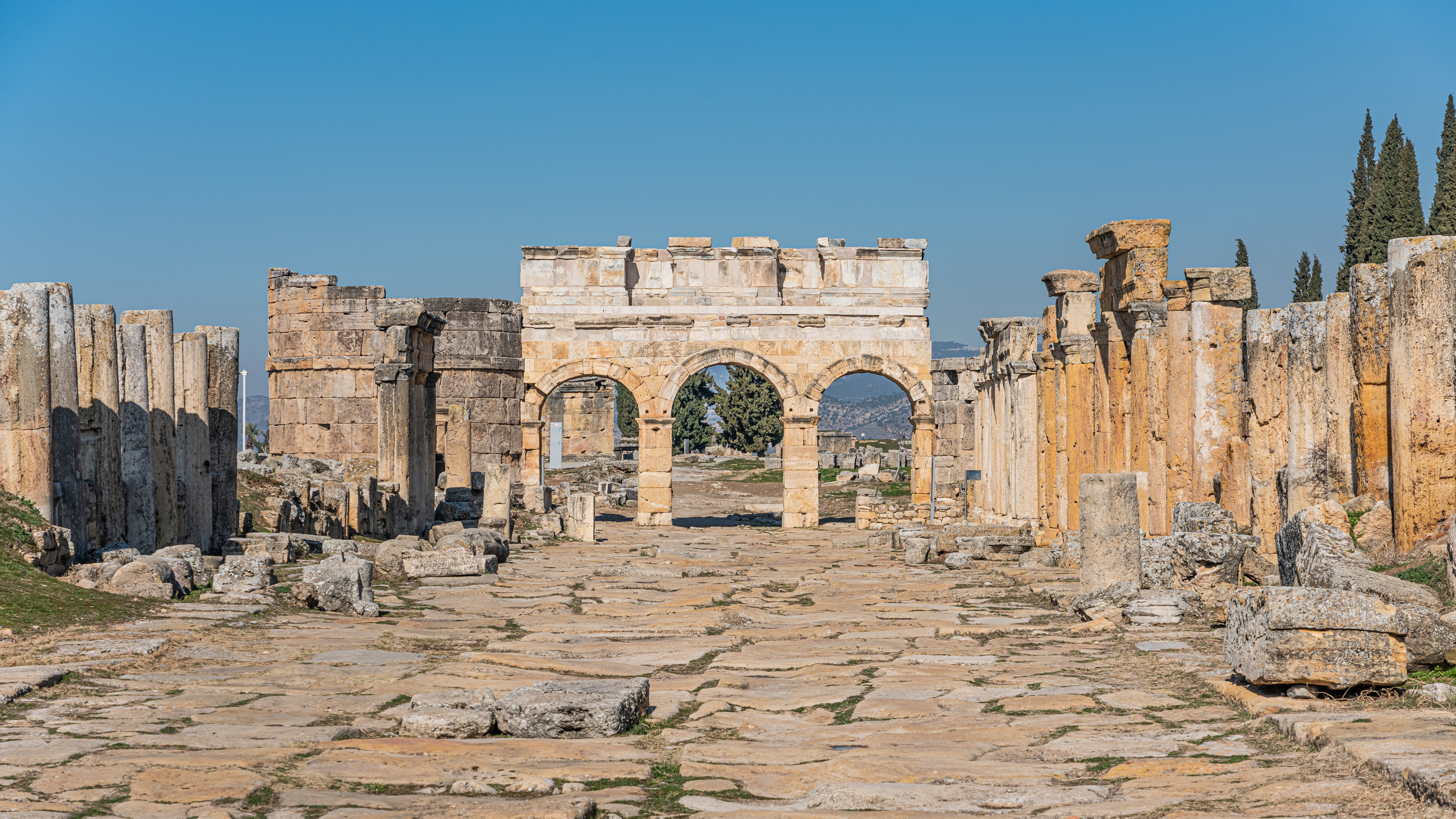
Ruïnes de la ciutat de Hieràpolis

Amb el pas del temps algunes fonts s'han assecat degut als terratrèmols, mentre d'altres n'han sorgit als voltants.
Aquest fenomen natural produeix gruixudes capes blanques de pedra calcària i travertí que baixen en forma de cascada pels vessants de la muntanya, creant la sensació d'estar davant una cataracta congelada. Aquestes formacions també adquireixen l'aspecte de terrasses de travertí en forma de mitjalluna que contenen una capa d'aigua poc profunda disposades en el terç superior del vessant formant escalons, que oscil·len d'1 a 6 metres d'alçada, o estalactites que sostenen i uneixen aquestes terrasses i basses. Hi ha 17 fonts d'aigua calenta en la qual la temperatura oscil·la entre 35 °C i 100 °C.
L'activitat volcànica subterrània que causà les fonts termals també va causar que es filtrés diòxid de carboni en una cova de Hierapolis a la que es va anomenar cova de Plutó. Va ser batejada amb aquest nom perquè la gent que entrava allí moria a causa del gas i es creia que era Plutó, Déu dels inferns, el qui enviava aquest gas.
Entre les roques més antigues es poden trobar marbres cristal·lins, quarsites i esquistos, que daten del període del Pliocè, mentre que la capa superior és de l'era Quaternària. Els dipòsits més recent de carbonat càlcic li donen a la formació el color blanc brillant. Aquestes fonts, molt conegudes en l'antiguitat, van ser descrites per l'arquitecte romà Vitruvi. Els grecs frigis van atribuir a les seves aigües propietats terapèutiques, atorgades pels déus, especialment Asclepi (semidéu de la medicina) i la seva filla Hygieia (deessa de la salut, higiene i dels guariments), sota la protecció d'Apol·lo (deu de la medicina i la curació). Pocs llocs del món se li assemblen, com les fonts termals de Mammothm, al Parc Nacional de Yellowstone, als Estats Units, Egerszalók a Hongria, Huanglong a la província xinesa de Sichuan i Hierve el Agua a San Isidro Roaguía a l'estat d'Oaxaca, Mèxic.

## Estat actual
Abans de ser declarat Patrimoni de la Humanitat, Pamukkale va estar molt descuidat durant les últimes dècades del segle xx, època en què es van construir hotels dalt de les cascades que van destruir part de les restes de la ciutat de Hierapolis.
Les aigües termals de les fonts es va utilitzar per omplir les piscines dels hotels i es van abocar aigües residuals just damunt del monument, d'aquí que adquireixi un to terrós; a més es va construir una rampa d'asfalt per accedir a la part principal. Els turistes es passejaven amb les sabates posades, es netejaven amb sabó i xampú a les basses, pujaven i baixaven pels vessants de la muntanya muntats en bicicletes i motocicletes.
Quan la UNESCO va dirigir la serva atenció cap a Pamukkale, el lloc estava perdent el seu atractiu. Llavors es va intentar restaurar: es van enderrocar els hotels i la rampa es va cobrir amb basses artificials en les quals els turistes poden accedir sense sabates (a diferència del que passa en altres zones del lloc); es va realitzar un canal al voltant de la rampa per recollir l'aigua i impedir que vessi; les zones de color terrós es van deixar blanquejar al Sol i es va evitar que estiguessin cobertes d'aigua per atenuar el problema, raó per la qual moltes basses estan buides. Seguint un programa establert, altres zones de la part superior de la muntanya s'omplen d'aigua i s'obren al públic durant unes quantes hores.